# Pyrenæisk stenbuk
Pyrenæisk stenbuk (Capra pyrenaica pyrenaica) var en af de fire underarter af den iberiske stenbuk, en art endemisk for Pyrenæerne. Pyrenæiske stenbukke var mest almindelige i de cantabriske bjerge, det sydlige Frankrig og de nordlige Pyrenæer. Arten var almindelig under Holocæn og Øvre Pleistocæn.
I januar 2000 døde den sidste pyrenæiske stenbuk, hvilket gjorde arten uddød. Da den sidste pyrenæiske stenbuk uddøde, før forskerne kunne analysere dem tilstrækkeligt, er taksonomien for denne særlige underart kontroversiel.
Efter flere mislykkede forsøg på at genoplive underarten gennem kloning, blev et levende eksemplar født i juli 2003. Grundet medfødt lungedefekt (som følge af kloningen) overlevede det designede kid blot få minutter. Den pyrenæiske stenbuk er således det eneste dyr, der nogensinde er blevet bragt tilbage fra udryddelse - og på samme måde den eneste (under-)art, der er udryddet to gange.